# Svetolin
Svetolin (svetolina, santolina; lat. Santolina), rod zimzelenih grmova iz porodice glavočika, dio podtribusa Santolininae. Postoji dvadesetak vrsta raširenih uglavnom po zapadnom Sredozemlju Europe i Sjeverne Afrike.
U Hrvatskoj raste mirisavi svetolin (S. chamaecyparissus) i S. insularis koji se nekada smatrao podvrstom mirisavog svetolina.
Rod je opisan 1753.

## Vrste
1. Santolina africana Jord. & Fourr.
2. Santolina ageratifolia Bernades ex Asso
3. Santolina benthamiana Jord. & Fourr.
4. Santolina canescens Lag.
5. Santolina chamaecyparissus L.
6. Santolina corsica Jord. & Fourr.
7. Santolina decumbens Mill.
8. Santolina elegans Boiss. ex DC.
9. Santolina etrusca (Lacaita) Marchi & D'Amato
10. Santolina impressa Hoffmanns. & Link
11. Santolina insularis (Gennari ex Fiori) Arrigoni
12. Santolina ligustica Arrigoni
13. Santolina magonica (O.Bolòs, Molin. & P.Monts.) Romo
14. Santolina melidensis (Rodr.Oubiña & S.Ortiz) Rodr.Oubiña & S.Ortiz
15. Santolina neapolitana Jord. & Fourr.
16. Santolina oblongifolia Boiss.
17. Santolina orocarpetana Riv.-Guerra
18. Santolina pectinata Lag.
19. Santolina pinnata Viv.
20. Santolina rosmarinifolia L.
21. Santolina semidentata Hoffmanns. & Link
22. Santolina vedranensis (O.Bolòs & Vigo) L.Sáez, M.Serrano, S.Ortiz & R.Carbajal
23. Santolina villosa Mill.
24. Santolina virens Mill.
25. Santolina viscosa Lag.

## Vanjske poveznice
|  | Zajednički poslužitelj ima još gradiva o temi Santolina |
|  | Wikivrste imaju podatke o taksonu Santolina             |